# Парамонов, Иван Григорьевич
Ива́н Григо́рьевич Парамо́нов (1912—1943) — лейтенант Рабоче-крестьянской Красной Армии, участник Великой Отечественной войны, Герой Советского Союза (1943).

## Биография
Иван Парамонов родился 22 мая 1912 года в селе Знаменское (ныне — Атяшевский район Мордовии). После окончания восьми классов школы проживал в посёлке Зубова Поляна, работал в местном отделении Госбанка СССР. В 1934—1936 годах проходил службу в Рабоче-крестьянской Красной Армии. В 1942 году Парамонов повторно был призван в армию. В том же году он окончил Саранское пехотное училище. С июля 1943 года — на фронтах Великой Отечественной войны.
К сентябрю 1943 года лейтенант Иван Парамонов командовал взводом противотанковых ружей 1031-го стрелкового полка 280-й стрелковой дивизии 60-й армии Центрального фронта. Отличился во время битвы за Днепр. В ночь с 24 на 25 сентября 1943 года Парамонов во главе передовой группы переправился через Днепр в районе села Окуниново Козелецкого района Черниговской области Украинской ССР и захватил плацдарм на его западном берегу, после чего два дня удерживал его до переправы основных сил. 29 сентября 1943 года Парамонов погиб в бою. Похоронен в селе Косачовка Козелецкого района Черниговской области Украины.
Указом Президиума Верховного Совета СССР от 17 октября 1943 года за «мужество и героизм, проявленные при форсировании Днепра и удержании плацдарма на его правом берегу» лейтенант Иван Парамонов посмертно был удостоен высокого звания Героя Советского Союза. Также был награждён орденом Ленина и рядом медалей.
В честь Парамонова названа улица в Зубовой Поляне.